# Eleições europeias de 2019 em Coimbra

## Resultados Oficiais
| Partido                 | Partido                        | Votos   | %               | +/-  |
| ----------------------- | ------------------------------ | ------- | --------------- | ---- |
|                         | Partido Socialista             | 15 790  | 32,37 / 100,00  | 1,75 |
|                         | Partido Social Democrata       | 9 084   | 18,62 / 100,00  | -    |
|                         | Bloco de Esquerda              | 7 915   | 16,22 / 100,00  | 9,49 |
|                         | Coligação Democrática Unitária | 3 318   | 6,80 / 100,00   | 6,70 |
|                         | CDS – Partido Popular          | 2 560   | 5,25 / 100,00   | -    |
|                         | Pessoas–Animais–Natureza       | 2 175   | 4,46 / 100,00   | 2,94 |
|                         | LIVRE                          | 1 186   | 2,43 / 100,00   | 0,43 |
|                         | Aliança                        | 1 064   | 2,18 / 100,00   | Novo |
|                         | Nós, Cidadãos!                 | 663     | 1,36 / 100,00   | Novo |
|                         | Outros (com menos de 1,00%)    | 2 011   | 4,12 / 100,00   |      |
| Votos Inválidos         | Votos Inválidos                | 3 018   | 6,19 / 100,00   | 1,52 |
| Total                   | Total                          | 48 784  | 100,00 / 100,00 |      |
| Eleitorado/Participação | Eleitorado/Participação        | 127 217 | 38,35 / 100,00  | 1,99 |

## Resultados por Freguesia
Os resultados seguintes referem-se aos partidos que obtiveram mais de 1,00% dos votos:
| Freguesia                                      | %     | %     | %     | %     | %    | %    | %    | %    | %    | Votantes |
| Freguesia                                      | PS    | PSD   | BE    | CDU   | CDS  | PAN  | L    | A    | NC!  | Votantes |
| ---------------------------------------------- | ----- | ----- | ----- | ----- | ---- | ---- | ---- | ---- | ---- | -------- |
| Almalaguês                                     | 41,47 | 13,63 | 22,55 | 6,57  | 2,75 | 2,16 | 0,49 | 1,08 | 1,37 | 1 020    |
| Antuzede e Vil de Matos                        | 49,06 | 14,05 | 12,30 | 5,14  | 2,01 | 3,64 | 0,88 | 0,13 | 1,00 | 797      |
| Assafarge e Antanhol                           | 31,24 | 18,47 | 18,42 | 6,16  | 3,88 | 4,62 | 1,65 | 1,54 | 1,08 | 1 754    |
| Brasfemes                                      | 40,42 | 13,52 | 14,93 | 7,18  | 2,82 | 4,37 | 1,27 | 1,41 | 0,85 | 710      |
| Ceira                                          | 38,86 | 17,25 | 14,74 | 8,41  | 3,49 | 3,17 | 1,09 | 1,75 | 0,66 | 916      |
| Cernache                                       | 35,45 | 15,89 | 16,42 | 6,72  | 5,50 | 4,58 | 0,99 | 1,83 | 1,68 | 1 309    |
| Eiras e São Paulo de Frades                    | 33,52 | 15,89 | 16,94 | 7,15  | 4,38 | 5,12 | 1,86 | 2,39 | 1,09 | 5 689    |
| Santa Clara e Castelo Viegas                   | 30,44 | 18,46 | 18,74 | 6,67  | 4,76 | 4,91 | 2,52 | 2,27 | 1,33 | 4 051    |
| Santo António dos Olivais                      | 26,06 | 21,83 | 16,55 | 6,27  | 6,81 | 4,98 | 3,43 | 2,85 | 1,81 | 16 373   |
| São João do Campo                              | 48,46 | 11,35 | 10,77 | 11,15 | 2,69 | 2,12 | 1,92 | 0,77 | 0,77 | 520      |
| São Martinho de Árvore e Lamarosa              | 42,38 | 15,55 | 12,50 | 6,10  | 3,05 | 3,05 | 0,46 | 0,46 | 0,91 | 656      |
| São Martinho do Bispo e Ribeira de Frades      | 36,88 | 16,02 | 16,73 | 6,58  | 3,62 | 4,57 | 1,95 | 2,05 | 1,38 | 4 775    |
| São Silvestre                                  | 45,55 | 13,82 | 12,04 | 6,98  | 4,38 | 4,24 | 1,09 | 1,50 | 0,14 | 731      |
| Sé Nova, Santa Cruz, Almedina e São Bartolomeu | 26,77 | 22,60 | 15,38 | 7,09  | 8,13 | 4,16 | 3,14 | 2,20 | 1,28 | 5 005    |
| Souselas e Botão                               | 42,42 | 18,62 | 11,11 | 7,58  | 2,25 | 2,70 | 1,13 | 0,98 | 0,75 | 1 332    |
| Taveiro, Ameal e Arzila                        | 43,02 | 10,62 | 13,82 | 9,21  | 3,42 | 3,34 | 1,63 | 2,08 | 0,89 | 1 346    |
| Torres do Mondego                              | 45,94 | 13,59 | 16,25 | 8,40  | 1,68 | 2,24 | 1,54 | 0,56 | 0,42 | 714      |
| Trouxemil e Torre de Vilela                    | 44,01 | 16,11 | 11,97 | 7,27  | 3,04 | 2,95 | 2,21 | 0,83 | 0,83 | 1 086    |
| Coimbra                                        | 32,37 | 18,62 | 16,22 | 6,80  | 5,25 | 4,46 | 2,43 | 2,18 | 1,36 | 48 784   |

#### Almalaguês
| Partido                 | Partido                                         | Votos | %               | +/-   |
| ----------------------- | ----------------------------------------------- | ----- | --------------- | ----- |
|                         | Partido Socialista                              | 423   | 41,47 / 100,00  | 7,70  |
|                         | Bloco de Esquerda                               | 230   | 22,55 / 100,00  | 13,46 |
|                         | Partido Social Democrata                        | 139   | 13,63 / 100,00  | -     |
|                         | Coligação Democrática Unitária                  | 67    | 6,57 / 100,00   | 8,80  |
|                         | CDS – Partido Popular                           | 28    | 2,75 / 100,00   | -     |
|                         | Pessoas–Animais–Natureza                        | 22    | 2,16 / 100,00   | 1,08  |
|                         | Nós, Cidadãos!                                  | 14    | 1,37 / 100,00   | Novo  |
|                         | Aliança                                         | 11    | 1,08 / 100,00   | Novo  |
|                         | Partido Comunista dos Trabalhadores Portugueses | 11    | 1,08 / 100,00   | 1,73  |
|                         | Outros (com menos de 1,00%)                     | 26    | 2,56 / 100,00   |       |
| Votos Inválidos         | Votos Inválidos                                 | 49    | 4,80 / 100,00   | 1,91  |
| Total                   | Total                                           | 1 020 | 100,00 / 100,00 |       |
| Eleitorado/Participação | Eleitorado/Participação                         | 2 720 | 37,50 / 100,00  | 4,50  |

#### Antuzede e Vil de Matos
| Partido                 | Partido                                     | Votos | %               | +/-  |
| ----------------------- | ------------------------------------------- | ----- | --------------- | ---- |
|                         | Partido Socialista                          | 391   | 49,06 / 100,00  | 7,17 |
|                         | Partido Social Democrata                    | 112   | 14,05 / 100,00  | -    |
|                         | Bloco de Esquerda                           | 98    | 12,30 / 100,00  | 6,15 |
|                         | Coligação Democrática Unitária              | 41    | 5,14 / 100,00   | 6,46 |
|                         | Pessoas–Animais–Natureza                    | 29    | 3,64 / 100,00   | 2,10 |
|                         | CDS – Partido Popular                       | 16    | 2,01 / 100,00   | -    |
|                         | Basta!                                      | 14    | 1,76 / 100,00   | 0,93 |
|                         | Partido Unido dos Reformados e Pensionistas | 9     | 1,13 / 100,00   | Novo |
|                         | Nós, Cidadãos!                              | 8     | 1,00 / 100,00   | Novo |
|                         | Outros (com menos de 1,00%)                 | 20    | 2,51 / 100,00   |      |
| Votos Inválidos         | Votos Inválidos                             | 59    | 7,40 / 100,00   | 1,24 |
| Total                   | Total                                       | 797   | 100,00 / 100,00 |      |
| Eleitorado/Participação | Eleitorado/Participação                     | 2 668 | 29,87 / 100,00  | 0,50 |

#### Assafarge e Antanhol
| Partido                 | Partido                        | Votos | %               | +/-   |
| ----------------------- | ------------------------------ | ----- | --------------- | ----- |
|                         | Partido Socialista             | 548   | 31,24 / 100,00  | 2,62  |
|                         | Partido Social Democrata       | 324   | 18,47 / 100,00  | -     |
|                         | Bloco de Esquerda              | 323   | 18,42 / 100,00  | 10,62 |
|                         | Coligação Democrática Unitária | 108   | 6,16 / 100,00   | 5,96  |
|                         | Pessoas–Animais–Natureza       | 81    | 4,62 / 100,00   | 3,10  |
|                         | CDS – Partido Popular          | 68    | 3,88 / 100,00   | -     |
|                         | LIVRE                          | 29    | 1,65 / 100,00   | 0,85  |
|                         | Aliança                        | 27    | 1,54 / 100,00   | Novo  |
|                         | Basta!                         | 21    | 1,20 / 100,00   | 0,41  |
|                         | Nós, Cidadãos!                 | 19    | 1,08 / 100,00   | Novo  |
|                         | Outros (com menos de 1,00%)    | 70    | 4,00 / 100,00   |       |
| Votos Inválidos         | Votos Inválidos                | 136   | 7,76 / 100,00   | 1,31  |
| Total                   | Total                          | 1 754 | 100,00 / 100,00 |       |
| Eleitorado/Participação | Eleitorado/Participação        | 4 525 | 38,76 / 100,00  | 2,29  |

#### Brasfemes
| Partido                 | Partido                                         | Votos | %               | +/-  |
| ----------------------- | ----------------------------------------------- | ----- | --------------- | ---- |
|                         | Partido Socialista                              | 287   | 40,42 / 100,00  | 3,00 |
|                         | Bloco de Esquerda                               | 106   | 14,93 / 100,00  | 8,16 |
|                         | Partido Social Democrata                        | 96    | 13,52 / 100,00  | -    |
|                         | Coligação Democrática Unitária                  | 51    | 7,18 / 100,00   | 8,31 |
|                         | Pessoas–Animais–Natureza                        | 31    | 4,37 / 100,00   | 2,76 |
|                         | CDS – Partido Popular                           | 20    | 2,82 / 100,00   | -    |
|                         | Aliança                                         | 10    | 1,41 / 100,00   | Novo |
|                         | Partido Comunista dos Trabalhadores Portugueses | 10    | 1,41 / 100,00   | 0,04 |
|                         | LIVRE                                           | 9     | 1,27 / 100,00   | 1,96 |
|                         | Basta!                                          | 8     | 1,13 / 100,00   | 0,33 |
|                         | Outros (com menos de 1,00%)                     | 18    | 2,54 / 100,00   |      |
| Votos Inválidos         | Votos Inválidos                                 | 64    | 9,02 / 100,00   | 0,33 |
| Total                   | Total                                           | 710   | 100,00 / 100,00 |      |
| Eleitorado/Participação | Eleitorado/Participação                         | 1 733 | 40,97 / 100,00  | 5,96 |

#### Ceiras
| Partido                 | Partido                                         | Votos | %               | +/-  |
| ----------------------- | ----------------------------------------------- | ----- | --------------- | ---- |
|                         | Partido Socialista                              | 356   | 38,86 / 100,00  | 9,10 |
|                         | Partido Social Democrata                        | 158   | 17,25 / 100,00  | -    |
|                         | Bloco de Esquerda                               | 135   | 14,74 / 100,00  | 9,05 |
|                         | Coligação Democrática Unitária                  | 77    | 8,41 / 100,00   | 7,42 |
|                         | CDS – Partido Popular                           | 32    | 3,49 / 100,00   | -    |
|                         | Pessoas–Animais–Natureza                        | 29    | 3,17 / 100,00   | 1,84 |
|                         | Aliança                                         | 16    | 1,75 / 100,00   | Novo |
|                         | Partido Comunista dos Trabalhadores Portugueses | 12    | 1,31 / 100,00   | 1,25 |
|                         | LIVRE                                           | 10    | 1,09 / 100,00   | 0,43 |
|                         | Outros (com menos de 1,00%)                     | 25    | 2,74 / 100,00   |      |
| Votos Inválidos         | Votos Inválidos                                 | 66    | 7,20 / 100,00   | 1,05 |
| Total                   | Total                                           | 916   | 100,00 / 100,00 |      |
| Eleitorado/Participação | Eleitorado/Participação                         | 3 157 | 29,01 / 100,00  | 1,40 |

#### Cernache
| Partido                 | Partido                        | Votos | %               | +/-  |
| ----------------------- | ------------------------------ | ----- | --------------- | ---- |
|                         | Partido Socialista             | 464   | 35,45 / 100,00  | 3,01 |
|                         | Bloco de Esquerda              | 215   | 16,42 / 100,00  | 9,25 |
|                         | Partido Social Democrata       | 208   | 15,89 / 100,00  | -    |
|                         | Coligação Democrática Unitária | 88    | 6,72 / 100,00   | 8,15 |
|                         | CDS – Partido Popular          | 72    | 5,50 / 100,00   | -    |
|                         | Pessoas–Animais–Natureza       | 60    | 4,58 / 100,00   | 3,16 |
|                         | Aliança                        | 24    | 1,83 / 100,00   | Novo |
|                         | Basta!                         | 23    | 1,76 / 100,00   | 0,86 |
|                         | Nós, Cidadãos!                 | 22    | 1,68 / 100,00   | Novo |
|                         | Outros (com menos de 1,00%)    | 52    | 3,97 / 100,00   |      |
| Votos Inválidos         | Votos Inválidos                | 81    | 6,19 / 100,00   | 2,25 |
| Total                   | Total                          | 1 309 | 100,00 / 100,00 |      |
| Eleitorado/Participação | Eleitorado/Participação        | 3 469 | 37,73 / 100,00  | 0,03 |

#### Eiras e São Paulo de Frades
| Partido                 | Partido                        | Votos  | %               | +/-   |
| ----------------------- | ------------------------------ | ------ | --------------- | ----- |
|                         | Partido Socialista             | 1 907  | 33,52 / 100,00  | 1,74  |
|                         | Bloco de Esquerda              | 964    | 16,94 / 100,00  | 10,29 |
|                         | Partido Social Democrata       | 904    | 15,89 / 100,00  | -     |
|                         | Coligação Democrática Unitária | 407    | 7,15 / 100,00   | 7,14  |
|                         | Pessoas–Animais–Natureza       | 291    | 5,12 / 100,00   | 2,78  |
|                         | CDS – Partido Popular          | 249    | 4,38 / 100,00   | -     |
|                         | Aliança                        | 136    | 2,39 / 100,00   | Novo  |
|                         | LIVRE                          | 106    | 1,86 / 100,00   | 0,55  |
|                         | Basta!                         | 64     | 1,12 / 100,00   | 0,33  |
|                         | Nós, Cidadãos!                 | 62     | 1,09 / 100,00   | Novo  |
|                         | Outros (com menos de 1,00%)    | 219    | 3,85 / 100,00   |       |
| Votos Inválidos         | Votos Inválidos                | 380    | 6,68 / 100,00   | 1,39  |
| Total                   | Total                          | 5 689  | 100,00 / 100,00 |       |
| Eleitorado/Participação | Eleitorado/Participação        | 15 835 | 35,93 / 100,00  | 1,30  |

#### Santa Clara e Castelo Viegas
| Partido                 | Partido                        | Votos  | %               | +/-   |
| ----------------------- | ------------------------------ | ------ | --------------- | ----- |
|                         | Partido Socialista             | 1 233  | 30,44 / 100,00  | 2,22  |
|                         | Bloco de Esquerda              | 759    | 18,74 / 100,00  | 11,32 |
|                         | Partido Social Democrata       | 748    | 18,46 / 100,00  | -     |
|                         | Coligação Democrática Unitária | 270    | 6,67 / 100,00   | 6,69  |
|                         | Pessoas–Animais–Natureza       | 199    | 4,91 / 100,00   | 3,41  |
|                         | CDS – Partido Popular          | 193    | 4,76 / 100,00   | -     |
|                         | LIVRE                          | 102    | 2,52 / 100,00   | 0,83  |
|                         | Aliança                        | 92     | 2,27 / 100,00   | Novo  |
|                         | Nós, Cidadãos!                 | 54     | 1,33 / 100,00   | Novo  |
|                         | Outros (com menos de 1,00%)    | 147    | 3,62 / 100,00   |       |
| Votos Inválidos         | Votos Inválidos                | 254    | 6,27 / 100,00   | 1,49  |
| Total                   | Total                          | 4 051  | 100,00 / 100,00 |       |
| Eleitorado/Participação | Eleitorado/Participação        | 10 424 | 38,86 / 100,00  | 2,94  |

#### Santo António dos Olivais
| Partido                 | Partido                        | Votos  | %               | +/-  |
| ----------------------- | ------------------------------ | ------ | --------------- | ---- |
|                         | Partido Socialista             | 4 267  | 26,06 / 100,00  | 0,40 |
|                         | Partido Social Democrata       | 3 574  | 21,83 / 100,00  | -    |
|                         | Bloco de Esquerda              | 2 710  | 16,55 / 100,00  | 9,44 |
|                         | CDS – Partido Popular          | 1 115  | 6,81 / 100,00   | -    |
|                         | Coligação Democrática Unitária | 1 027  | 6,27 / 100,00   | 6,12 |
|                         | Pessoas–Animais–Natureza       | 816    | 4,98 / 100,00   | 3,39 |
|                         | LIVRE                          | 562    | 3,43 / 100,00   | 0,64 |
|                         | Aliança                        | 467    | 2,85 / 100,00   | Novo |
|                         | Nós, Cidadãos!                 | 297    | 1,81 / 100,00   | Novo |
|                         | Iniciativa Liberal             | 201    | 1,23 / 100,00   | Novo |
|                         | Outros (com menos de 1,00%)    | 405    | 2,47 / 100,00   |      |
| Votos Inválidos         | Votos Inválidos                | 932    | 5,70 / 100,00   | 2,38 |
| Total                   | Total                          | 16 373 | 100,00 / 100,00 |      |
| Eleitorado/Participação | Eleitorado/Participação        | 36 125 | 45,32 / 100,00  | 3,47 |

#### São João do Campo
| Partido                 | Partido                                         | Votos | %               | +/-   |
| ----------------------- | ----------------------------------------------- | ----- | --------------- | ----- |
|                         | Partido Socialista                              | 252   | 48,46 / 100,00  | 8,06  |
|                         | Partido Social Democrata                        | 59    | 11,35 / 100,00  | -     |
|                         | Coligação Democrática Unitária                  | 58    | 11,15 / 100,00  | 10,63 |
|                         | Bloco de Esquerda                               | 56    | 10,77 / 100,00  | 7,60  |
|                         | CDS – Partido Popular                           | 14    | 2,69 / 100,00   | -     |
|                         | Pessoas–Animais–Natureza                        | 11    | 2,12 / 100,00   | 1,53  |
|                         | LIVRE                                           | 10    | 1,92 / 100,00   | 1,13  |
|                         | Partido Democrático Republicano                 | 8     | 1,54 / 100,00   | Novo  |
|                         | Partido Comunista dos Trabalhadores Portugueses | 6     | 1,15 / 100,00   | 0,43  |
|                         | Outros (com menos de 1,00%)                     | 24    | 4,61 / 100,00   |       |
| Votos Inválidos         | Votos Inválidos                                 | 22    | 4,23 / 100,00   | 2,70  |
| Total                   | Total                                           | 520   | 100,00 / 100,00 |       |
| Eleitorado/Participação | Eleitorado/Participação                         | 1 754 | 29,65 / 100,00  | 2,60  |

#### São Martinho de Árvore e Lamarosa
| Partido                 | Partido                        | Votos | %               | +/-  |
| ----------------------- | ------------------------------ | ----- | --------------- | ---- |
|                         | Partido Socialista             | 278   | 42,38 / 100,00  | 8,16 |
|                         | Partido Social Democrata       | 102   | 15,55 / 100,00  | -    |
|                         | Bloco de Esquerda              | 82    | 12,50 / 100,00  | 8,29 |
|                         | Coligação Democrática Unitária | 40    | 6,10 / 100,00   | 7,08 |
|                         | CDS – Partido Popular          | 20    | 3,05 / 100,00   | -    |
|                         | Pessoas–Animais–Natureza       | 20    | 3,05 / 100,00   | 2,35 |
|                         | Basta!                         | 20    | 3,05 / 100,00   | 1,51 |
|                         | Partido Nacional Renovador     | 8     | 1,22 / 100,00   | 0,66 |
|                         | Outros (com menos de 1,00%)    | 35    | 5,34 / 100,00   |      |
| Votos Inválidos         | Votos Inválidos                | 51    | 7,77 / 100,00   | 1,32 |
| Total                   | Total                          | 656   | 100,00 / 100,00 |      |
| Eleitorado/Participação | Eleitorado/Participação        | 2 650 | 24,75 / 100,00  | 1,29 |

#### São Martinho do Bispo e Ribeira de Frades
| Partido                 | Partido                        | Votos  | %               | +/-   |
| ----------------------- | ------------------------------ | ------ | --------------- | ----- |
|                         | Partido Socialista             | 1 761  | 36,88 / 100,00  | 1,84  |
|                         | Bloco de Esquerda              | 799    | 16,73 / 100,00  | 10,19 |
|                         | Partido Social Democrata       | 765    | 16,02 / 100,00  | -     |
|                         | Coligação Democrática Unitária | 314    | 6,58 / 100,00   | 6,76  |
|                         | Pessoas–Animais–Natureza       | 218    | 4,57 / 100,00   | 3,01  |
|                         | CDS – Partido Popular          | 173    | 3,62 / 100,00   | -     |
|                         | Aliança                        | 98     | 2,05 / 100,00   | Novo  |
|                         | LIVRE                          | 93     | 1,95 / 100,00   | 0,20  |
|                         | Nós, Cidadãos!                 | 66     | 1,38 / 100,00   | Novo  |
|                         | Outros (com menos de 1,00%)    | 183    | 3,82 / 100,00   |       |
| Votos Inválidos         | Votos Inválidos                | 305    | 6,39 / 100,00   | 1,29  |
| Total                   | Total                          | 4 775  | 100,00 / 100,00 |       |
| Eleitorado/Participação | Eleitorado/Participação        | 13 788 | 34,63 / 100,00  | 1,08  |

#### São Silvestre
| Partido                 | Partido                                         | Votos | %               | +/-  |
| ----------------------- | ----------------------------------------------- | ----- | --------------- | ---- |
|                         | Partido Socialista                              | 333   | 45,55 / 100,00  | 0,04 |
|                         | Partido Social Democrata                        | 101   | 13,82 / 100,00  | -    |
|                         | Bloco de Esquerda                               | 88    | 12,04 / 100,00  | 5,31 |
|                         | Coligação Democrática Unitária                  | 51    | 6,98 / 100,00   | 5,55 |
|                         | CDS – Partido Popular                           | 32    | 4,38 / 100,00   | -    |
|                         | Pessoas–Animais–Natureza                        | 31    | 4,24 / 100,00   | 3,58 |
|                         | Aliança                                         | 11    | 1,50 / 100,00   | Novo |
|                         | Partido Comunista dos Trabalhadores Portugueses | 9     | 1,23 / 100,00   | 0,04 |
|                         | LIVRE                                           | 8     | 1,09 / 100,00   | 0,56 |
|                         | Outros (com menos de 1,00%)                     | 20    | 2,74 / 100,00   |      |
| Votos Inválidos         | Votos Inválidos                                 | 47    | 6,43 / 100,00   | 0,30 |
| Total                   | Total                                           | 731   | 100,00 / 100,00 |      |
| Eleitorado/Participação | Eleitorado/Participação                         | 2 554 | 28,62 / 100,00  | 0,37 |

#### Sé Nova, Santa Cruz, Almedina e São Bartolomeu
| Partido                 | Partido                        | Votos  | %               | +/-  |
| ----------------------- | ------------------------------ | ------ | --------------- | ---- |
|                         | Partido Socialista             | 1 340  | 26,77 / 100,00  | 0,75 |
|                         | Partido Social Democrata       | 1 131  | 22,60 / 100,00  | -    |
|                         | Bloco de Esquerda              | 770    | 15,38 / 100,00  | 8,25 |
|                         | CDS – Partido Popular          | 407    | 8,13 / 100,00   | -    |
|                         | Coligação Democrática Unitária | 355    | 7,09 / 100,00   | 6,43 |
|                         | Pessoas–Animais–Natureza       | 208    | 4,16 / 100,00   | 2,77 |
|                         | LIVRE                          | 157    | 3,14 / 100,00   | 0,13 |
|                         | Aliança                        | 110    | 2,20 / 100,00   | Novo |
|                         | Nós, Cidadãos!                 | 64     | 1,28 / 100,00   | Novo |
|                         | Iniciativa Liberal             | 59     | 1,18 / 100,00   | Novo |
|                         | Outros (com menos de 1,00%)    | 149    | 2,98 / 100,00   |      |
| Votos Inválidos         | Votos Inválidos                | 255    | 5,10 / 100,00   | 1,09 |
| Total                   | Total                          | 5 005  | 100,00 / 100,00 |      |
| Eleitorado/Participação | Eleitorado/Participação        | 12 754 | 39,24 / 100,00  | 1,03 |

#### Souselas e Botão
| Partido                 | Partido                        | Votos | %               | +/-  |
| ----------------------- | ------------------------------ | ----- | --------------- | ---- |
|                         | Partido Socialista             | 565   | 42,42 / 100,00  | 2,11 |
|                         | Partido Social Democrata       | 248   | 18,62 / 100,00  | -    |
|                         | Bloco de Esquerda              | 148   | 11,11 / 100,00  | 6,72 |
|                         | Coligação Democrática Unitária | 101   | 7,58 / 100,00   | 6,61 |
|                         | Pessoas–Animais–Natureza       | 36    | 2,70 / 100,00   | 1,60 |
|                         | CDS – Partido Popular          | 30    | 2,25 / 100,00   | -    |
|                         | LIVRE                          | 15    | 1,13 / 100,00   | 0,11 |
|                         | Basta!                         | 14    | 1,05 / 100,00   | 0,76 |
|                         | Outros (com menos de 1,00%)    | 66    | 4,95 / 100,00   |      |
| Votos Inválidos         | Votos Inválidos                | 109   | 8,18 / 100,00   | 0,45 |
| Total                   | Total                          | 1 332 | 100,00 / 100,00 |      |
| Eleitorado/Participação | Eleitorado/Participação        | 4 120 | 32,33 / 100,00  | 0,82 |

#### Taveiro, Ameal e Arzila
| Partido                 | Partido                        | Votos | %               | +/-  |
| ----------------------- | ------------------------------ | ----- | --------------- | ---- |
|                         | Partido Socialista             | 579   | 43,02 / 100,00  | 0,78 |
|                         | Bloco de Esquerda              | 186   | 13,82 / 100,00  | 9,40 |
|                         | Partido Social Democrata       | 143   | 10,62 / 100,00  | -    |
|                         | Coligação Democrática Unitária | 124   | 9,21 / 100,00   | 8,01 |
|                         | CDS – Partido Popular          | 46    | 3,42 / 100,00   | -    |
|                         | Pessoas–Animais–Natureza       | 45    | 3,34 / 100,00   | 2,60 |
|                         | Aliança                        | 28    | 2,08 / 100,00   | Novo |
|                         | LIVRE                          | 22    | 1,63 / 100,00   | 0,16 |
|                         | Basta!                         | 20    | 1,49 / 100,00   | 0,91 |
|                         | Outros (com menos de 1,00%)    | 62    | 4,61 / 100,00   |      |
| Votos Inválidos         | Votos Inválidos                | 91    | 6,76 / 100,00   | 0,52 |
| Total                   | Total                          | 1 346 | 100,00 / 100,00 |      |
| Eleitorado/Participação | Eleitorado/Participação        | 3 692 | 36,46 / 100,00  | 0,02 |

#### Torres do Mondego
| Partido                 | Partido                                         | Votos | %               | +/-   |
| ----------------------- | ----------------------------------------------- | ----- | --------------- | ----- |
|                         | Partido Socialista                              | 328   | 45,94 / 100,00  | 4,40  |
|                         | Bloco de Esquerda                               | 116   | 16,25 / 100,00  | 11,17 |
|                         | Partido Social Democrata                        | 97    | 13,59 / 100,00  | -     |
|                         | Coligação Democrática Unitária                  | 60    | 8,40 / 100,00   | 7,09  |
|                         | Pessoas–Animais–Natureza                        | 16    | 2,24 / 100,00   | 1,07  |
|                         | CDS – Partido Popular                           | 12    | 1,68 / 100,00   | -     |
|                         | LIVRE                                           | 11    | 1,54 / 100,00   | 0,11  |
|                         | Partido Comunista dos Trabalhadores Portugueses | 8     | 1,12 / 100,00   | 0,83  |
|                         | Outros (com menos de 1,00%)                     | 25    | 3,50 / 100,00   |       |
| Votos Inválidos         | Votos Inválidos                                 | 41    | 5,74 / 100,00   | 0,64  |
| Total                   | Total                                           | 714   | 100,00 / 100,00 |       |
| Eleitorado/Participação | Eleitorado/Participação                         | 1 930 | 36,99 / 100,00  | 0,38  |

#### Trouxemil e Torre de Vilela
| Partido                 | Partido                        | Votos | %               | +/-  |
| ----------------------- | ------------------------------ | ----- | --------------- | ---- |
|                         | Partido Socialista             | 478   | 44,01 / 100,00  | 5,97 |
|                         | Partido Social Democrata       | 175   | 16,11 / 100,00  | -    |
|                         | Bloco de Esquerda              | 130   | 11,97 / 100,00  | 5,81 |
|                         | Coligação Democrática Unitária | 79    | 7,27 / 100,00   | 5,68 |
|                         | CDS – Partido Popular          | 33    | 3,04 / 100,00   | -    |
|                         | Pessoas–Animais–Natureza       | 32    | 2,95 / 100,00   | 1,86 |
|                         | LIVRE                          | 24    | 2,21 / 100,00   | 0,58 |
|                         | Basta!                         | 11    | 1,01 / 100,00   | 0,29 |
|                         | Outros (com menos de 1,00%)    | 48    | 4,42 / 100,00   |      |
| Votos Inválidos         | Votos Inválidos                | 76    | 7,00 / 100,00   | 0,97 |
| Total                   | Total                          | 1 086 | 100,00 / 100,00 |      |
| Eleitorado/Participação | Eleitorado/Participação        | 3 319 | 32,72 / 100,00  | 1,06 |